# الیوت سوبر
الیوت آر. سوبر (متولد ۶ ژوئن ۱۹۴۸، بالتیمور) استاد فلسفه دانشگاه ویسکانسین - مدیسون است. سوبر به دلیل فعالیت در فلسفه زیست‌شناسی و فلسفه عمومی علم مشهور است.
او دکتری در رشته فلسفه از دانشگاه هاروارد تحت نظارت هیلاری پاتنم است. الیوت سوبر توانست به دلیل تلاش‌هایش در فلسفه علم در سال 1991 برنده جایزه لاکاتوش شود. 
یکی از زمینه‌های اصلی پژوهشی سوبر موضوع سادگی یا  امساک در ارزیابی نظریه تکاملی علم بوده‌است. سوبر همچنین به نوع دوستی علاقه دارد، هم به عنوان مفهومی که در زیست‌شناسی تکاملی به کار می‌رود و هم اینکه در ارتباط با روانشناسی انسان استفاده می‌شود.
سوبر منتقد برجسته طراحی هوشمند است. وی همچنین دربارهٔ شواهد و احتمالات، واقع گرایی علمی و ابزارگرایی، قوانین طبیعت، مسئله ذهن و بدن و طبیعت‌گرایی نوشته‌است.

### فلسفه زیست‌شناسی
کتاب سوبر با کتاب ماهیت انتخاب: نظریه تکاملی در کانون فلسفه (۱۹۸۴) در ایجاد فلسفه زیست‌شناسی به عنوان یک زمینه تحقیقاتی برجسته در فلسفه نقش اساسی داشته‌است. طبق دانشنامه فلسفه استنفورد، «ماهیت انتخاب … نقطه ای است که اکثر فیلسوفان را از فلسفه زیست‌شناسی آگاه کرده‌است». ، ارنست مایر زیست‌شناس در بررسی خود از این کتاب نوشت: «سوبر… به ما چیزی داده‌است که شاید دقیق‌ترین و نافذترین تحلیل مفهوم انتخاب طبیعی باشد همان‌طور که بر روند تکامل تأثیر می‌گذارد».

## اصل امساک
اصل امساک خوانشی از تیغ اوکام است که سوبر در کتاب سادگی (Simplicity) دربارهٔ آن نوشت. او در این کتاب استدلال کرد که سادگی یک فرضیه را باید بر اساس اطلاع بخش بودن آن نسبت به سؤال مربوطه فهمید. سوبر در ۱۹۸۰ وقتی به مفهوم امساک کلادیستیک (شاخه بندی جانوران) مورد استفاده در زیست‌شناسی تکاملی فکر می‌کرد این نظریه را رها کرد. این باعث شد بر حسب مفهوم درست نمایی به امساک فکر کند، ایده ای که در کتاب بازسازی گذشته: امساک، تکامل و استنتاج (چاپ ۱۹۸۸) توسعه داد. در ۱۹۹۰ به نقش امساک در نظریه انتخاب مدل فکر کرد- از جمله نقش آن در معیار اطلاعاتی آکائیکه. وی مجموعه مقالاتی را در این زمینه با مالکوم فورستر منتشر کرد که اولین آن‌ها، مقاله آن‌ها در سال ۱۹۹۴ با عنوان «از کجا می‌توان دانست وقتی تئوری‌های ساده تر، یکپارچه تر یا کمتر تک کاره، پیش بینی‌های دقیق تری ارائه می‌دهند» بود. تازه‌ترین کتاب او دربارهٔ امساک در سال ۲۰۱۵ با عنوان تیغ اوکام- یک کتاب راهنما منتشر شد که هم چهارچوب درست نمایی و هم چهارچوب‌های انتخاب مدل را به عنوان دو «الگوی ماندنی امساک» توصیف می‌کند.

## آثار ترجمه شده
کتاب مسائل اصلی فلسفه (Core Questions in Philosophy) ترجمه رضا یعقوبی، نشر کرگدن، 1402.

## آثار
- برهان طراحی Cambridge University Press, 2018.
- تیغ اوکام- یک کتاب راهنما Cambridge University Press, 2015.
- آیا داروین تکامل را برعکس نوشت؟, Prometheus Books, 2011.
- شواهد و تکامل, Cambridge University Press, 2008.
- انطباق و بهینگی(edited with Steven Orzack), Cambridge University Press, 2001.
- به سوی دیگران: تکامل روانشناسی رفتار غیرخودخواهانه(with David Sloan Wilson) , Harvard University Press, 1998; Spanish edition, Siglo Veintiouno de España Editores, 2000.
- از نظر زیست شناختی: جستارهایی در فلسفه تکاملی, Cambridge University Press, 1994.
- فلسفه زیست‌شناسی, Westview Press (in UK: Oxford University Press), 1993; 2nd edition, 1999; Spanish edition, Alianza, 1996; Chinese edition, 2000; Korean edition, Chul Hak Kwa Hyun Sil Sa Publishing Co. , 2004.
- بازاسازی مارکسیسم:جستارهایی دربارهٔ تبیین و نظریه تاریخ,(with Erik Wright and Andrew Levine) Verso Press, 1992; Portuguese edition, 1993.
- مسائل اصلی فلسفه, Macmillan 1990; Prentice Hall 2nd edition 1995; Pearson Publishers 3rd edition 2000; 4th edition ;2005; 5th edition 2009, 6th edition 2013; Routledge 7th edition 2019.
- بازسازی گذشته:امساک، تکامل و استنتاج, Bradford/MIT Press, 1988; Japanese edition, Souju Publishers, Tokyo, 1996.
- ماهیت انتخاب: نظریه تکامل در کانون فلسفه، Bradford/MIT Press, 1984; 2nd edition, University of Chicago Press, 1993.
- (edited) مسائل مفومی در زیست‌شناسی تکاملی: مجموعه, Bradford/MIT Press, 1984; 2nd edition 1993.
- سادگی, Oxford University Press, 1975.